# Целинный (Краснопартизанский район)
Цели́нный — посёлок в Краснопартизанском районе Саратовской области России. Входит в состав Рукопольского муниципального образования.

## География
Посёлок находится на расстоянии примерно 47 км (по прямой) к юго-востоку от посёлка Горный, административного центра района. 

## Население
| 2002 | 2010 |
| ---- | ---- |
| 34   | ↘0   |

### Национальный состав
Согласно результатам переписи 2002 года, в национальной структуре населения казахи составляли 97 % из 34 чел.